# Torre Maura
Torre Maura è la quindicesima zona di Roma nell'Agro romano, indicata con Z. XV.
Il toponimo indica anche la zona urbanistica 8B del Municipio Roma VI.

## Geografia fisica

### Territorio
La zona dell'Agro Romano si trova nell'area est della città, a ridosso e internamente al Grande Raccordo Anulare, fra la via Casilina a nord e la via Tuscolana a sud, e confina:
- a nord con la zona Z. XII Torre Spaccata[1]
- a est con la zona Z. XVI Torrenova[2]
- a sud con la zona Z. XVIII Capannelle[3]
- a ovest con il quartiere Q. XXIV Don Bosco[4]

L'omonima zona urbanistica si trova invece a cavallo di via Casilina, ugualmente a ridosso del Grande Raccordo Anulare, e si estende in parte sulla zona dell'Agro Z. XII Torre Spaccata, confinando:
- a nord con la zona urbanistica 7F Casetta Mistica
- a est con le zone urbanistiche 8F Torre Angela e 8C Giardinetti-Tor Vergata
- a sud con la zona urbanistica 10F Osteria del Curato
- a ovest con la zona urbanistica 8A Torrespaccata

La parte a nord ricadente nel municipio Roma VI corrisponde all'ex borgata di Torre Maura, mentre la parte a sud nel municipio Roma VII corrisponde all'area di Cinecittà Est, urbanizzata a partire dagli anni 80, e a una piccola porzione della Romanina. Le strade del quartiere prendono il nome da uccelli.

## Storia
Il toponimo potrebbe avere origine da un edificio absidato collocato nel fundus Mauricius della massa Varvariana ricordata nel Patrimonio Labicano, mentre è documentata l'esistenza e persistenza del toponimo San Mauro, poi Santa Maura, e di un casale di Sanctus Maurus qui ancora esistente nel XIV secolo.
I resti della piccola chiesa sono ancora visibili in via di Torre Spaccata, poco distante dall'incrocio con via Casilina: si riconosce la parte terminale di una basilica paleocristiana della quale sono visibili l'abside e parte del muro di fondo in cui si impostano le tre navate in cui era divisa l'aula, costruite in opus vittatum. È anche attestata oralmente la presenza di un piccolo ipogeo cimiteriale, probabilmente cristiano, connesso a questa struttura e distrutto intorno al 1980 a seguito di sbancamento edilizio per la realizzazione dell'omonimo albergo.
Recentemente è stata proposta l'identificazione di questi resti con il complesso delle basiliche dei santi Andrea, Nicandro ed Eleuterio costruito da papa Gelasio I in un luogo non meglio precisato della via Labicana antica, "in villa pertusa".

## Monumenti e luoghi d'interesse

### Architetture civili
- Villa Bovi-Leone, (già Berardia Di Ferro), in via Casilina 1050. Costruzione eclettica della prima metà del Novecento, un tempo circondata da una bella pineta edificata negli anni 80 per realizzare villini. 41.867432°N 12.589887°E
- Ex condotta medica di Torrespaccata (già villa Allegretti), in via degli Albatri 26. Costruzione degli anni 30 del Novecento, oggi destinata a casa famiglia di proprietà del Comune di Roma.

Una ex Casa del Fascio in stile razionalista, costruita nel 1936-1937, sorgeva all'incrocio di via dell'Aquila Reale con via dell'Airone, ma è stata demolita senza alcuna tutela nel 2003-2004 per realizzare delle abitazioni.

### Architetture religiose
- Chiesa di San Giovanni Leonardi, su piazza dei Cigni. Chiesa del XX secolo (1951-56) su progetto dell'architetto Tullio Rossi. 41.865432°N 12.594337°E
- Chiesa dei Santi Gioacchino e Anna, su via Bruno Rizzieri. Chiesa del XX secolo (1982-84).
- Chiesa di San Giuseppe Moscati, su via Libero Leonardi. Chiesa del XX secolo (1991).

### Siti archeologici

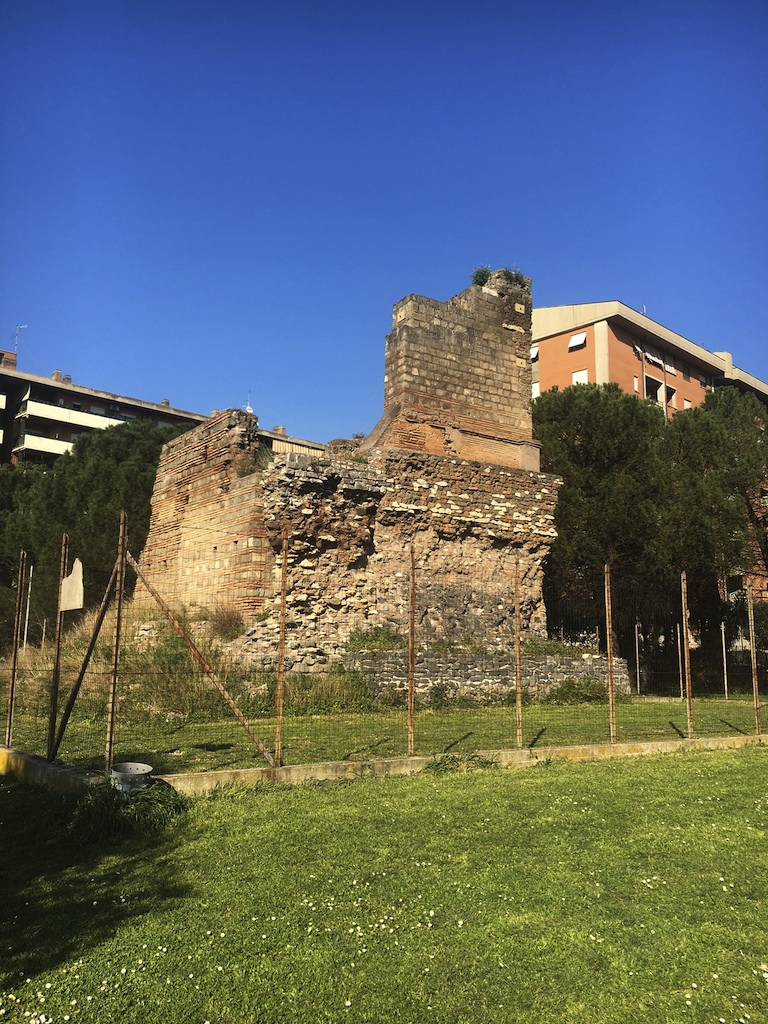
Torre Spaccata.

- Sepolcro circolare a tumulo di età imperiale, in un garage con affaccio da via dell'Aquila Reale e ingresso da via Casilina. 41.866014°N 12.59663°E
- Muraccio di Santa Maura, su via dei Fagiani. Tomba in laterizio d'età antonina. 41.866574°N 12.594777°E
- Resti dell'abside della cappella di San Mauro, su via di Torre Spaccata. Abside di epoca costantiniana. 41.867625°N 12.587071°E
- Torre Spaccata, su via Giovanni Battista Peltechian. Torre medioevale su sepolcro a tempietto del II secolo. 41.855562°N 12.586659°E

### Aree naturali
- Parco Antonio De Falchi, su via di Torre Spaccata. 41.861897°N 12.586169°E
- Parco delle Rupicole, su via delle Rupicole. 41.860123°N 12.594916°E

### Altro
- Edicola della chiesa San Giovanni Leonardi, su via dei Fagiani. Edicola del XX secolo. 41.866179°N 12.594723°E

## Geografia antropica

### Odonimia
Nell'ex borgata di Torre Maura le strade sono dedicate a uccelli e a naturalisti e studiosi di ornitologia. Nell'area di Cinecittà Est le strade hanno nomi di uomini insigniti di Medaglia d'oro al valor militare e al valor civile: soldati della prima guerra mondiale, aviatori, soldati, combattenti e partigiani della seconda guerra mondiale, poliziotti e carabinieri vittime di attentati. Alla Romanina le strade sono dedicate ad avvocati, giuristi e penalisti.